# Edwige Khaznadar
Edwige Khaznadar, née en 1932 à Toulouse, est une linguiste française. Elle s'intéresse à partir des années 1970 au sexisme de la langue française.

## Biographie
Enfant, Edwige Khaznadar est pupille de la Nation, son père est mort pour la France. Elle est institutrice en Algérie, puis elle enseigne la littérature en France. 
Elle soutient la thèse de doctorat en lettres en 1983, intitulée Les noms de personnes selon le sexe - Usage, norme, langue dirigée par Andrée Borillo, à l'université de Toulouse-Le Mirail. Cette thèse porte sur les noms de personnes selon le sexe et constitue une étude lexicographique et lexicologique à travers des dictionnaires biographiques.
En 1984, elle est nommée par Anne-Marie Houdebine à la Commission de terminologie chargée d’étudier la féminisation des titres et des fonctions. Cette commission est présidée par Benoîte Groult. Elle donne lieu à la Circulaire du 11 mars 1986 relative à la féminisation des noms de métier, fonction, grade ou titre, qui met fin au masculin générique dans les textes officiels, les textes émanant des administrations, les manuels scolaires. Cette circulaire déclenche une polémique et fait l’objet de controverses de la part des académiciens comme Claude Lévi-Strauss, Georges Dumézil, Maurice Druon, Jean Dutourd, Alain Peyrefitte.
En 1988, elle participe à un colloque "Genre et langage" à Paris X-Nanterre les 14-15-16 décembre 1988. Sa contribution s'intitule Le dédoublement en genre en français. Étude lexicale et morphologique. 
En 1990, Edwige Khaznadar soutient une nouvelle thèse, cette fois en linguistique Le nom de la femme - Virtualisation idéologique et réalité linguistique, dirigée par Andrée Borillo, à l'université de Toulouse-Le Mirail.
En 2001, Edwige Khaznadar publie Le féminin à la française : académisme et langue française. Dans cet ouvrage, elle fait le lien entre le refus aux femmes d’être nommées par des appellations qui leur sont propres, aux mentalités qui refusent la présence des femmes dans le domaine public, alors que les femmes et les hommes ont les mêmes droits. Cette situation donne des phrases de ce type « Le député se déclara satisfaite ». Pour éviter ces situations cocasses, Edwige Khaznadar plaide pour l'emploi d'un terme féminin pour désigner les femmes, pour tous les titres y compris ceux de prestige pour lesquels certaines personnes ont établi que le masculin relevait d’une loi de la langue alors qu'il s'agit d’une pression sociale,. 
En 2005 elle intervient à Ottawa au 4e Congrès international des recherches féministes dans la francophonie plurielle, dans un atelier réunissant des chercheuses en linguistique francophone intitulé  Féminisation linguistique, désexisation, parité. 
Elle s'engage aussi dans la reconnaissance d'autrice et non auteure.
En 2011 elle réalise une étude afin de démontrer que la plupart des francophones ne comprennent pas le mot « homme » comme une forme générique universelle comme dans « humain ». Cette étude est rapportée dans le livre Droits humains pour tout·e·s,,.  
En 2015, elle publie Le sexisme ordinaire du langage. Qu’est l’homme en général ?  Selon Céline Labrosse, les travaux « d'Edwige Khaznadar démontrent qu’un lien direct entre genres et sexes prévaut pour plus de 94 % des noms communs de personnes en français ».
Le 16 mars 2020, elle est invitée par Bernard Cerquiglini, directeur de l'Institut national de la langue française à une table ronde réunissant les autrices (Marie-Jo Mathieu, Nicole Cholewka et Martine Coutier) du Guide d'aide à la féminisation des noms de métiers, titres, grades et fonctions (1999), document officiel du ministère de la Culture pour la féminisation des titres et fonctions, ainsi que des chercheuses linguistes (Anne-Marie Houdebine, Marina Yaguello et Edwige Khaznadar) . La table ronde a pour but de dresser un état des lieux de la féminisation en France et donne lieu à la publication d'un ouvrage par l'Institut de linguistique française aux éditions Honoré Champion,.

## Publications
- Edwige Khaznadar, Le féminin à la française : académisme et langue française, Paris, L'Harmattan, 2002, 237 p. (ISBN 2-7475-2034-X, lire en ligne)
- Edwige Khaznadar, Le sexisme ordinaire du langage : qu'est l'homme en général ?, Paris, L'Harmattan, 2015, 222 p. (ISBN 978-2-343-05588-6, lire en ligne)